# Irizar Century
L'Irizar Century est un autocar fabriqué par Irizar. Il est basé sur des châssis Iveco, Man, Scania, Volvo,Mercedes.
Il est disponible avec différentes carrosseries.